# Office of Strategic Influence (album)
Office of Strategic Influence – debiutancki studyjny album amerykańskiej grupy Office of Strategic Influence wydany 17 lutego 2003. 

## Lista utworów
1. "The New Math (What He Said)" (instrumentalny) – 3:36
2. "OSI" – 3:48
3. "When You're Ready" – 3:09
4. "Horseshoes and B-52's" (instrumentalny) – 4:18
5. "Head" –  5:19
6. "Hello, Helicopter!" – 3:44
7. "ShutDOWN" – 10:24
8. "Dirt From a Holy Place" (instrumentalny) – 5:10
9. "Memory Daydreams Lapses" – 5:56
10. "Standby (Looks Like Rain)" – 2:11

Edycja limitowana
11. "Set the Controls for the Heart of the Sun" (cover Pink Floyd) – 8:49
12. "New Mama" (cover Neil Young) – 2:24
13. "The Thing That Never Was" (instrumentalny) – 17:21

## Twórcy
- Jim Matheos – gitara, programowanie, produkcja muzyczna
- Kevin Moore – śpiew, instrumenty klawiszowe, programowanie, produkcja muzyczna
- Mike Portnoy – perkusja
- Sean Malone – gitara basowa, Chapman stick
- Steven Wilson – śpiew w utworze "ShutDOWN"
- Phil Magnotti – miksowanie
- Phil Magnotti, Steven Wilson, Sean Malone i Jim Matheos – inżynieria dźwięku
- Vlado Meller – mastering